# Governo Matovič
Il Governo Matovič è il primo governo dell'VIII Legislatura della Repubblica Slovacca, in carica dal 21 marzo 2020 al 30 marzo 2021. Succede al Governo Pellegrini.

## Storia

### Formazione
All'indomani delle elezioni politiche del 2020 Gente Comune e Personalità Indipendenti (OĽaNO), presentatosi in un'unica lista con alcuni partiti minori, raccoglie il 24,87% e Igor Matovič annuncia la volontà di formare il miglior governo della storia slovacca.
Il 4 marzo la presidente Zuzana Čaputová gli affida l'incarico di formare il nuovo governo e il successivo 13 marzo Matovič dichiara di avere raggiunto un accordo per formare una coalizione di centro-destra con i partiti Siamo una Famiglia, Libertà e Solidarietà e Per il Popolo. Dopo aver ottenuto l'approvazione della presidente il 16 marzo, il 18 marzo annuncia la lista dei ministri del suo governo, che ha giurato ed è entrato in carica il 21 marzo 2020.

### Dimissioni
Il 30 marzo 2021, dopo una serie di dimissioni individuali di sei ministri, fra cui tutti i ministri di Libertà e Solidarietà, iniziatasi il 12 dello stesso mese con il ministro della sanità Marek Krajčí, il primo ministro Igor Matovič si è dimesso e il governo nel suo insieme ha deciso di dimettersi.
La presidente Zuzana Čaputová ha accettato le dimissioni del governo lo stesso giorno e allo stesso tempo ha affidato al governo lo svolgimento della sua funzione fino alla nomina di un nuovo governo. Ha incaricato Eduard Heger di Gente Comune e Personalità Indipendenti (OĽaNO), vice primo ministro e ministro delle finanze, di formare un nuovo governo.

## Sostegno parlamentare
Al momento del voto di fiducia del mese di marzo 2020, il sostegno parlamentare al governo si poteva riassumere come segue:
| Camera              | Collocazione | Partiti                                | Seggi    |
| ------------------- | ------------ | -------------------------------------- | -------- |
| Consiglio Nazionale | Maggioranza  | OĽaNO (53), SR (17), SAS (13), ZĽ (12) | 95 / 150 |
| Consiglio Nazionale | Opposizione  | SMER-SD (38), ĽSNS (17)                | 55 / 150 |

## Composizione
| Carica                                                                                  | Titolare                                                | Titolare                                       | Partito                                |
| --------------------------------------------------------------------------------------- | ------------------------------------------------------- | ---------------------------------------------- | -------------------------------------- |
| Primo ministro                                                                          |                                                         | Igor Matovič                                   | OĽaNO                                  |
| Vice primo ministro per l'economia e ministro dell'economia                             |                                                         | Richard Sulík (fino al 23 marzo 2021)          | SaS                                    |
| Vice primo ministro per l'economia e ministro dell'economia                             |                                                         | Andrej Doležal (ad interim, dal 23 marzo 2021) | Indipendente (area Siamo una Famiglia) |
| Vice primo ministro per i rapporti con il Parlamento e per la pianificazione strategica |                                                         | Štefan Holý                                    | Siamo una Famiglia                     |
| Vice primo ministro e ministro per gli investimenti e lo sviluppo regionale             |                                                         | Veronika Remišová                              | Per il Popolo                          |
| Ministro dell'interno                                                                   |                                                         | Roman Mikulec                                  | OĽaNO                                  |
| Ministro delle finanze                                                                  |                                                         | Eduard Heger                                   | OĽaNO                                  |
| Ministro della sanità                                                                   |                                                         | Marek Krajčí (fino al 12 marzo 2021)           | OĽaNO                                  |
| Ministro della sanità                                                                   | Eduard Heger (ad interim, dal 12 marzo 2021)            |                                                | OĽaNO                                  |
| Ministro della difesa                                                                   |                                                         | Jaroslav Naď                                   | OĽaNO                                  |
| Ministro dell'agricoltura                                                               |                                                         | Ján Mičovský                                   | OĽaNO                                  |
| Ministro dell'ambiente                                                                  |                                                         | Ján Budaj                                      | OĽaNO                                  |
| Ministro della cultura                                                                  |                                                         | Natália Milanová                               | OĽaNO                                  |
| Ministro dei trasporti e dei lavori pubblici                                            |                                                         | Andrej Doležal                                 | Siamo una Famiglia                     |
| Ministro del lavoro, degli affari sociali e della famiglia                              |                                                         | Milan Krajniak (fino al 17 marzo 2021)         | Siamo una Famiglia                     |
| Ministro del lavoro, degli affari sociali e della famiglia                              | Andrej Doležal (ad interim, dal 17 marzo 2021)          | Indipendente (area Siamo una Famiglia)         |                                        |
| Ministro degli affari esteri ed europei                                                 |                                                         | Richard Sulík (fino all'8 aprile 2020)         | SaS                                    |
| Ministro degli affari esteri ed europei                                                 | Ivan Korčok (dall'8 aprile 2020, fino al 25 marzo 2021) | Indipendente (area SaS)                        |                                        |
| Ministro degli affari esteri ed europei                                                 |                                                         | Jaroslav Naď (ad interim, dal 25 marzo 2021)   | OĽaNO                                  |
| Ministro dell'educazione, della scienza, della ricerca e dello sport                    |                                                         | Branislav Gröhling (fino al 25 marzo 2021)     | SaS                                    |
| Ministro dell'educazione, della scienza, della ricerca e dello sport                    |                                                         | Eduard Heger (ad interim, dal 25 marzo 2021)   | OĽaNO                                  |
| Ministro della giustizia                                                                |                                                         | Mária Kolíková (fino al 23 marzo 2021)         | Per il Popolo                          |
| Ministro della giustizia                                                                | Veronika Remišová (ad interim, dal 23 marzo 2021)       |                                                | Per il Popolo                          |